# Fluorure de zinc
Le fluorure de zinc est un composé chimique de formule ZnF2 cristallisé dans le système cristallin tétragonal avec une structure cristalline de type rutile, dans le groupe d'espace P42/mnm (no 136) avec six atomes de zinc coordonnés. Ses liaisons sont fortement ioniques mais le solide est faiblement soluble dans l'eau, contrairement aux autres halogénures de zinc, chlorure de zinc ZnCl2, bromure de zinc ZnBr2 et iodure de zinc ZnI2. Il forme l'hydroxyfluorure de zinc Zn(OH)F par hydrolyse dans l'eau chaude. On le trouve souvent sous forme de tétrahydrate ZnF2·4H2O, rhomboédrique.
On peut obtenir du fluorure de zinc par réaction directe du zinc avec du fluor F2 ou par réaction du fluorure d'hydrogène sur le zinc avec libération d'hydrogène H2. Il est également possible de former du fluorure de zinc à partir de carbonate de zinc ZnCO3 :
ZnCO3 + 2 HF → ZnF2 + CO2 + H2O.
Le fluorure de zinc peut être utilisé dans des traitements conservateurs des bois et pour préparer d'autres composés fluorés tels que le trifluorure de phosphore (en) PF3.